# Беверино
Беверино (итал. Beverino) — коммуна в Италии, располагается в регионе Лигурия, в провинции Ла Специя.
Население составляет 2339 человек (2008 г.), плотность населения составляет 65 чел./км². Занимает площадь 36 км². Почтовый индекс — 19020. Телефонный код — 0187.
В коммуне особо почитаем Животворящий Крест Господень, празднование 14 сентября.

## Демография
Динамика населения:

## Администрация коммуны
- Официальный сайт: